# Треугольная дидакна
Треугольная дидакна, или тригоновидная дидакна (лат. Didacna trigonoides) — солоноватоводный двустворчатый моллюск семейства сердцевидок (Cardiidae). Раковина овально-треугольная, длиной до 40—65 мм, беловатая или кремовая, покрыта плоскими светло- или красновато-коричневыми рёбрами. Эндемик Каспийского моря. Фильтратор, обитает на глубинах от 3 до 60 м и питается взвешенными в воде водорослями и личинками моллюсков.

## Описание
Треугольная дидакна имеет относительно толстостенную и выпуклую овально-треугольную раковину, с сильно выступающей макушкой и 20—30 уплощёнными светло- или красновато-коричневыми радиальными рёбрами. Длина раковины до 40—65 мм, высота до 40 мм, выпуклость до 30—33 мм. У молодых особей есть хорошо выраженный, зачастую двойной киль, исчезающий с возрастом. Окраска раковины беловатая или кремовая, с тонким серовато- или оранжево-коричневым периостракумом и красновато-коричневым пятном на внутренней поверхности в области заднего края. В правой створке есть рудиментарный латеральный зуб.

### Отличия от других видов
Пирамидальная дидакна (Didacna pyramidata) имеет менее выпуклую раковину с менее выступающей макушкой, бо́льшим числом рёбер и более развитым латеральным зубом.
Створки ископаемого вида Didacna praetrigonoides имеют больше рёбер и менее чёткую треугольную форму.
Ископаемая Didacna subpyramidata имеет менее удлинённую раковину с менее выступающей макушкой.

## Распространие
Эндемик Каспийского моря. Встречается по всему морю, являясь единственным представителем рода, имеющим широкое распространение в Северном Каспии. 

## Экология
Треугольная дидакна — малоподвижный фильтратор, обитающий на песке, битой ракушке и смешанных твёрдых грунтах на глубинах от 3 до 60 м. Она предпочитает воды с солёностью 7–12‰, выживает при уровнях солёности 4–7‰ и 12–15‰, в то время как уровни 2,3‰ и выше 15‰ для неё смертельны.
Взрослые особи треугольной дидакны закапываются в грунт наполовину, а молодь зарывается почти полностью, выставляя наружу небольшую часть раковины. В этом положении короткие и неподвижные сифоны этого моллюска всегда направлены вверх. Она питается взвешенными в воде водорослями, но крупные особи могут также поедать личинок моллюсков.

## Происхождение
Данный вид широко распространён в голоценовых отложениях Каспийского моря (новокаспийский горизонт). Невесская (2007) предполагала, что он произошёл от ископаемой D. praetrigonoides.

## Таксономия
Впервые вид был описан немецким учёным Петром Симоном Палласом в 1771 году под названием Cardium trigonoides. Автор называл этого моллюска «самой многочисленной раковиной Каспийского моря», но не находил его в живом состоянии. В 1838 году Э. И. Эйхвальд включил вид в состав рода Didacna и считал его вымершим. По последующему обозначению D. trigonoides стал типовым видом своего рода.
Типовое местонахождение вида — «Maris Caspii» (Каспийское море). Типовые экземпляры утеряны. Экземпляр, найденный Н. И. Андрусовым на побережье острова Чечень и хранящийся в Палеонтологическом институте имени А. А. Борисяка Российской академии наук, был выделен Невесской (2007) в качестве неотипа D. trigonoides.
Свиточ (1967) описал два ископаемых подвида D. trigonoides: D. trigonoides chasarica из среднего плейстоцена и D. trigonoides chvalynica из позднего плейстоцена. Янина (2005) считала второй подвид синонимом вымершей Didacna ebersini, в то время как Невесская (2007) указывала его в качестве возможного синонима D. ebersini и D. praetrigonoides praetrigonoides.

### Синонимы
В 1791 году Иоганн Фридрих Гмелин описал вид Cardium trilaterum из Каспийского моря
, который в настоящее время считается синонимом D. trigonoides.
Didacna trigonoides tuzetae — подвид, описанный Таджалли-Фор (1977) по материалу, найденному у побережья Ирана. Й. тер Пуртен (2024) считал этот подвид сомнительным синонимом D. trigonoides.